# Южная Хандаса
Южная Хандаса — село в Смирныховском городском округе Сахалинской области России.

## География
Село расположено на расстоянии 26 км от пгт Смирных, административного центра городского округа.

## Население
| 2002 | 2010 | 2013 | 2021 |
| ---- | ---- | ---- | ---- |
| 14   | ↘6   | ↘4   | ↘0   |

### Половой состав
Согласно результатам переписи 2002 года, в селе проживало 14 человек (7 мужчин и 7 женщин).

## Транспорт
В селе расположена станция Южная Хандаса Сахалинского региона Дальневосточной железной дороги.